# Comuna Amărăști, Vâlcea
Amărăști este o comună în județul Vâlcea, Oltenia, România, formată din satele Amărăști (reședința), Mereșești, Nemoiu, Padina, Palanga și Teiul.

## Așezare
Comuna Amărăști este așezată în partea sudică a județului Vâlcea, în zona dealurilor mijlocii ale Platfomiei Oltețului din Podișul Getic, având ca vecini: la nord-comuna Glăvile, la sud-comuna Crețeni, la est-comuna Mitrofani și la vest-comuna Gușoeni. Are suprafața de 2.812 ha. Teritoriul comunei Amărăști, are drept caracteristici dealurile mijlocii cu o altitudine de 300-350 m, culmi înguste, iar regiunea dealurilor mijlocii este tăiată de văi adânci cu o înclinare mai mare în direcția nord-sud. Relieful este determinat de cauze care au lucrat într-un material friabil (argile, marne, nisipuri, prundișuri) și au dat culmi paralele cu direcția apelor, adică nord-sud, ape care despart și culmile. Exemplu: pârâul Pesceana, despărțea culmea Padina de culmea Teiul, iar pârâul Aninoasa, desparte culmea Aninoasa de culmea Verdea. Din punct de vedere geografic, pe teritoriul comunei se disting mai multe unități și anume: dealuri mijlocii cu altitudini până la 350 m, valea pârâului Pesceana, valea îngustă a pârâului Nemoiu și valea pârâului Aninoasa. Hidrografic, apa cea mai importantă care trece prin localitate este pârâul Pesceana care își are originea în partea de nord a comunei Pesceana. Pârâul străbate comunele Pesceana, Glăvile, Amărăști, Crețeni, Sutești și extremitatea sudică a municipiului Drăgășani, vărsându-se în râul Olt.

## Demografie
Componența etnică a comunei Amărăști
     Români (90,33%)
     Alte etnii (0%)
     Necunoscută (9,67%)
Componența confesională a comunei Amărăști
     Ortodocși (89,93%)
     Alte religii (0,07%)
     Necunoscută (10%)
Conform recensământului efectuat în 2021, populația comunei Amărăști se ridică la 1.530 de locuitori, în scădere față de recensământul anterior din 2011, când fuseseră înregistrați 1.826 de locuitori. Majoritatea locuitorilor sunt români (90,33%), iar pentru 9,67% nu se cunoaște apartenența etnică. Din punct de vedere confesional, majoritatea locuitorilor sunt ortodocși (89,93%), iar pentru 10% nu se cunoaște apartenența confesională.

## Politică și administrație
Comuna Amărăști este administrată de un primar și un consiliu local compus din 11 consilieri. Primarul, Adrian Catana[*], de la Partidul Național Liberal, este în funcție din octombrie 2020. Începând cu alegerile locale din 2024, consiliul local are următoarea componență pe partide politice:
|  | Partid                    | Consilieri | Componența Consiliului | Componența Consiliului | Componența Consiliului | Componența Consiliului | Componența Consiliului | Componența Consiliului |
|  | ------------------------- | ---------- | ---------------------- | ---------------------- | ---------------------- | ---------------------- | ---------------------- | ---------------------- |
|  | Partidul Național Liberal | 6          |                        |                        |                        |                        |                        |                        |
|  | Partidul Social Democrat  | 4          |                        |                        |                        |                        |                        |                        |
|  | Uniunea Salvați România   | 1          |                        |                        |                        |                        |                        |                        |

## Personalități născute aici
- Nicolae Dobrișan (1938 - 2023), lingvist, filolog, traducător.